# Sapogowsches Kriterium
Das sapogowsche Kriterium ist eines der Konvergenzkriterien für unendliche Reihen und gehört als solches in das mathematische Teilgebiet der Analysis. Es geht, wie G. M. Fichtenholz in Band II seiner dreibändigen Differential- und Integralrechnung ausweist, auf den sowjetischen Mathematiker Nikolai Alexandrowitsch Sapogow (1915–1983) zurück.

## Formulierung
Fichtenholz folgend kann man das Kriterium folgendermaßen formulieren:
Gegeben sei eine monoton wachsende Folge {\displaystyle {\mathcal {A}}=\left(a_{n}\right)_{n=1,2,3,\ldots }} von positiven reellen Zahlen.
Dazu sei die Reihe
{\displaystyle S=\sum _{n=1}^{\infty }{\left(1-{\frac {a_{n}}{a_{n+1}}}\right)}}
gebildet. Dann gilt:
 (I) {\displaystyle S} ist eine konvergente Reihe, wenn {\displaystyle {\mathcal {A}}} eine beschränkte Folge ist. In diesem Falle ist auch die verwandte Reihe {\displaystyle \textstyle S^{*}=\sum _{n=1}^{\infty }{\left({\frac {a_{n+1}}{a_{n}}}-1\right)}} konvergent.
 (II) Ist {\displaystyle {\mathcal {A}}} jedoch unbeschränkt, so ist {\displaystyle S} divergent.

## Verwandte Kriterien
Mit dem sapogowschen Kriterium verknüpft ist ein weiteres, welches auf Niels Henrik Abel und Ulisse Dini zurückgeht und mit dessen Hilfe Fichtenholz den Beweis des sapogowschen Kriterium führt. Dieses Kriterium tritt ebenfalls in Konrad Knopps Monographie Theorie und Anwendung der unendlichen Reihen auf und wird dort als Satz von Abel und Dini bezeichnet. Der Darstellung von Knopp folgend lässt es sich folgendermaßen angeben:
Gegeben seien eine Folge {\displaystyle \left(d_{n}\right)_{n=1,2,3,\ldots }} positiver reeller Zahlen sowie eine beliebige reelle Zahl {\displaystyle \alpha }. Die der Folge zugehörige Reihe {\displaystyle \sum _{n=1}^{\infty }{d_{n}}} sei divergent.
Dann gilt hinsichtlich der Partialsummenfolge {\displaystyle \left(D_{n}\right)_{n=1,2,3,\ldots }=\left(d_{1},d_{1}+d_{2},d_{1}+d_{2}+d_{3},\ldots \right)}:
 (a) Für {\displaystyle \alpha \leq 1} ist die dazu neu gebildete Reihe {\displaystyle \sum _{n=1}^{\infty }{\frac {d_{n}}{{D_{n}}^{\alpha }}}} ebenfalls divergent.
 (b) Für {\displaystyle \alpha >1} jedoch ist {\displaystyle \sum _{n=1}^{\infty }{\frac {d_{n}}{{D_{n}}^{\alpha }}}} konvergent.
Den Satz von Abel und Dini führt Knopp wiederum auf ein Resultat zurück, welches von Alfred Pringsheim stammt und bei Knopp als Satz von Pringsheim bezeichnet wird:
Ist {\displaystyle \left(d_{n}\right)_{n=1,2,3,\ldots }} eine Folge positiver reeller Zahlen mit Partialsummenfolge {\displaystyle \left(D_{n}\right)_{n=1,2,3,\ldots }} und ist die der Folge zugehörige Reihe {\displaystyle \sum _{n=1}^{\infty }{d_{n}}} divergent, so ist für eine beliebige reelle Zahl {\displaystyle \beta >0} die verwandte Reihe
{\displaystyle \sum _{m=2}^{\infty }{\frac {d_{m}}{D_{m}\cdot {D_{m-1}}^{\beta }}}}
stets konvergent.